# Rosanachi
Rosanachi är en ort i Mexiko.   Den ligger i kommunen Guachochi och delstaten Chihuahua, i den nordvästra delen av landet, 1 200 km nordväst om huvudstaden Mexico City. Rosanachi ligger 2 469 meter över havet och antalet invånare är 129.
Terrängen runt Rosanachi är kuperad åt sydost, men åt nordväst är den platt. Runt Rosanachi är det mycket glesbefolkat, med 3 invånare per kvadratkilometer. Närmaste större samhälle är Guachochi, 12,0 km sydväst om Rosanachi. Omgivningarna runt Rosanachi är i huvudsak ett öppet busklandskap.